# Idioctis yerlata
Idioctis yerlata là một loài nhện trong họ Barychelidae. Loài này phân bố ờ Queensland.